# Hugo Ivan Holzmann
Hugo Ivan Holzmann (Tuzla, 19. travnja 1883. – Zagreb, 25. studenoga 1953.), hrvatski gospodarski i pravni pisac.

## Životopis
Rodio se u obitelji doseljenika iz Slovačke. U Grazu je pohađao gimnaziju. U Grazu završio pravo s doktoratom 1904., a od naredne godine službovao na Okružnom sudu u Tuzli pet godina. Zatim je bio odvjetničkim vježbenikom u Bihaću 1909. Put ga je odnio u Sarajevo gdje je bio odvjetničkim vježebnikom kod odvjetnika N. Mandića u Sarajevu. Odvjetnički ispit položio u Sarajevu. Sljedeće godine službenik je u Zemaljskoj vladi u Sarajevu. 1913. je u Zagrebu gdje je otvorio odvjetnički ured. Nagodinu se preselio u Bugojno gdje je deset godina odvjetnik. Od 1924. i zamjenikom glavnog urednika zagrebačkog tjednika Der Morgen. Pisao osim monografija i brošura, članke i rasprave. Pokrivao je u raznim časopisima i listovima teme iz financijskog, poreznog i trgovačkog prava, industrije, financija, poljodjelstva, turizma i monetarno-kreditne politike, od reforme narodne banke, zapošljavanja stranaca, fiskalnog tereta, kartelima, svjetskoj gospodarskoj krizi, državnim dugovima, agrarnoj reformi i dr.